# Dècada del 2030
La Dècada del 2030 s'iniciarà el 1 gener de 2030 i finalitzarà el 31 desembre de 2039.

## Prediccions notables i altres esdeveniments
- Al desembre de 2009, l'Oficina del Cens dels Estats Units va projectar una població mundial de 8400; milions per a l'any 2030.[1]
- 2030, 18 juliol: bicentenari de Uruguay.
- 2030, 18 setembre: bicentenari del Equador.
- 2030: segons el demografista francès Emmanuel Todd, aquest any la població del món arribarà al 100% d'alfabetització.[2]
- 2030: segons la teoria d'Olduvai comença la fi de la civilització industrial moderna.
- 2031: 500 anys de la fundació de la ciutat de Culiacán Rosales en Mèxic.
- 2032: trànsit de Mercuri.
- 2033: 500 anys de la fundació de Cartagena d'Índies (principal ciutat turística de Colòmbia).
- 2034: 500 anys de la fundació de la ciutat de Huamantla a Mèxic.
- 2035: 500 anys de la fundació de Lima (Perú).
- 2036: centenari de l'inici de la Guerra civil espanyola.
  - baixíssimes possibilitats que el asteroide (99942) Apofis s'estavelli contra la Terra

- 2037: la NASA té com a objectiu portar astronautes a  Mart, probablement usant la nau Orió, en el marc del projecte Constel·lació.
- 2038, 19 gen:  fallaran els sistemes computacionals de 32 bits, fent que el temps sigui igual al de l'any 1901.
- 2038: 500 anys de la fundació de Bogotà (capital de Colòmbia).
- 2039: centenari de l'inici de la Segona Guerra Mundial.
- 2039: Segons la Oficina del Cens dels Estats Units, la població nord-americana arribarà als 400 milions d'habitants.

## Esdeveniments ficticis
- 2030: tenen lloc algunes escenes de l'animi The Robotech Masters
- 2030: té lloc els successos de la sèrie How I Met Your Mother
- 2030 i 2031: tenen lloc els successos de la tercera i quarta temporada de la telenovel·la argentina Gairebé àngels
- 2030-2033: tenen lloc els esdeveniments de la sèrie nord-americana de televisió Hora d'aventures
- 2032, 4 juliol: en el marc de la saga Terminator , l'androide de la tercera pel·lícula (representat per Arnold Schwartzenegger) assassina al protagonista John Connor
- 2031-2044: tenen lloc algunes escenes del vaig animar The New Generation
- 2032-2034: tenen lloc part dels successos del manga en línia Fairy Power
- 2033: tenen lloc els successos de la pel·lícula 2033
- 2033: ambientació del videojoc Metro 2033
- 2035: tenen lloc els successos de la pel·lícula  Jo, robot
- 2035-2037: ambientació del videojoc per ordinador, Helium 3, de Discovery Channel
- 2036: La història de l'animi  Coppelion  es desenvolupa en aquest any
- 2037: a la pel·lícula La màquina del temps, el protagonista, després de viatjar a l'any 2030 i no trobar una resposta, viatja a l'any 2037. Les operacions a la Lluna causen que aquesta se surti de la seva òrbita i comencin a caure trossos a la Terra

## Futbol
- Candidatura d'Uruguai-Argentina per a la Copa Mundial de Futbol 2030, en commemoració als 100 anys del primer mundial de futbol
- 2031: centenari de la fundació del Club Atlètic Gimnàstica i Esgrima (Jujuy), de la ciutat de Sant Salvador de Jujuy (Argentina)
- 2032: centenari del club de futbol Reial Saragossa
- 2039: centenari del Club Social i Esportiu Macará, de la ciutat d'Ambato (Equador)